# Форсайт, Уильям (художник)

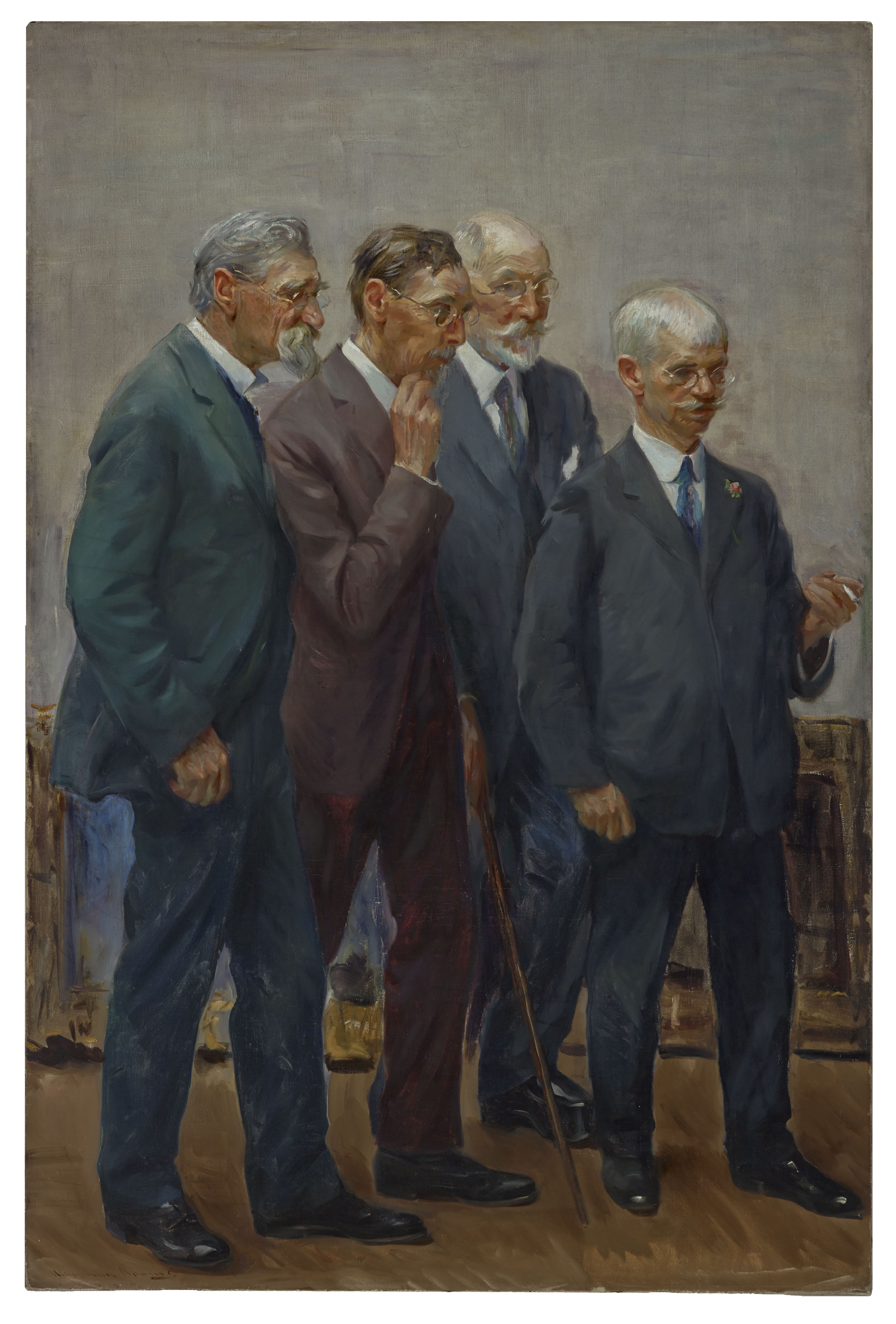
Четверо из пяти художников группы Hoosier Group (Форсайт - первый слева)

Уильям Форсайт (англ. William J. Forsyth; 1854—1935) — американский художник-импрессионист, член общества художников Hoosier Group штата Индиана.

## Биография
Родился 15 октября 1854 года в городе Калифорния, штат Огайо, в семье Elijah J. Forsyth (1820-1895) и Mary H. Forsyth (1830-1910). Когда ему было десять, семья переехала в город Версаль, штат Индиана.
В возрасте пятнадцати лет стал изучать искусство у Barton S. Hays в Индианаполисе. В 1873 году он и его брат Джон начали бизнес, окрашивая здания. Они много путешествовали, достигнув Нью-Йорка. Когда в Индиане в 1877 году была открыта школа искусств (англ. Indiana School of Art), Форсайт стал её первым учеником. Но он желал получить более качественное художественное образование. В это время его друг-художник Теодор Стил обучался за границей в Мюнхене; другой его хороший знакомый - Томас Гиббен (англ. Thomas Hibben), чья семья владела мануфактурной лавкой, предложил финансирование обучения Форсайт за границей в обмен на половину картин, которые он напишет во время учёбы. Вскоре Форсайт также стал учеником Королевской академии в Мюнхене, так как здесь учиться было дешевле, чем в школах Парижа.
Его обучение началось в апреле 1882. Форсайт и Стил использовали летние каникулы, чтобы писать во время своих путешествий по Европе. Уильям отсылал свои работы Гиббену, который продавал их на выставках. Учёбу Уильям Форсайт закончил весной 1886 года, но остался в Европе еще на два года, работая в одной студии с художником Джоном Адамсом. В Индиану они вернулись в сентябре 1888 года и Форсайт помогал Адамсу, работая в художественной школе в Форт-Уэйне (англ. Fort Wayne). Затем Адамс открыл собственную студию в Манси, куда приехал Форсайт и где они работали. В 1891 году Форсайт вернулся в Индианаполис, присоединился к Стилу и стал преподавать в школе искусств Indiana School of Art. В 1895 году Стил вышел в отставку, а Форсайт остался преподавать до июня 1897 года, когда здание школы было снесено для постройки отеля. Именно в этот период Форсайт в числе других художников Индианы стал создателем художественного объединения Hoosier Group; участвовал в его ежегодных выставках, которые проводились по всему Среднему Западу, что гарантировало им известность и доход.
Летом Форсайт путешествовал со своими друзьями. В 1897 году он взял с собой двух сесте, и одну из своих учениц - Элис Эткинсон. Они путешествовали вдоль реки Огайо, жили вблизи дома друга его детства в Бранденберге, штат Кентукки. Затем Уильям и Элис направились вверх по реке в Луисвилл, где поженились в церкви Grace Episcopal Church 14 октября 1897 года. После медового месяца они вернулись в Индианаполис. Здесь Форсайт в течение зимних месяцев писал, а также вёл художественные классы. Затем работал преподавателем рисунка и живописи в школе Herron School of Art and Design, сменив своего друга Джона Адамса, жил в Пенсильвании. Из-за конфликта с руководством был из школы уволен. В феврале 1934 года он пережил сердечный приступ, перестал заниматься живописью, отдыхал на воздухе в окружении своей семьи.
Умер 29 марта 1935 года от почечной недостаточности. Похоронен на городском кладбище Crown Hill Cemetery. Был женат на Элис Эткинсон (англ. Alice Atkinson Forsyth, 1872-1963). У них родились три дочери — Дороти в 1899 году, Констанс в 1903 году и Эвелин в 1906 году.

## Труды
В 1914 году художник руководил росписью фресок в городском госпитале Индианаполиса. Стил, Старк и Адамс вместе с другими художниками создали здесь 33 фрески. Часть из них создал сам Форсайт.

Некоторые работы
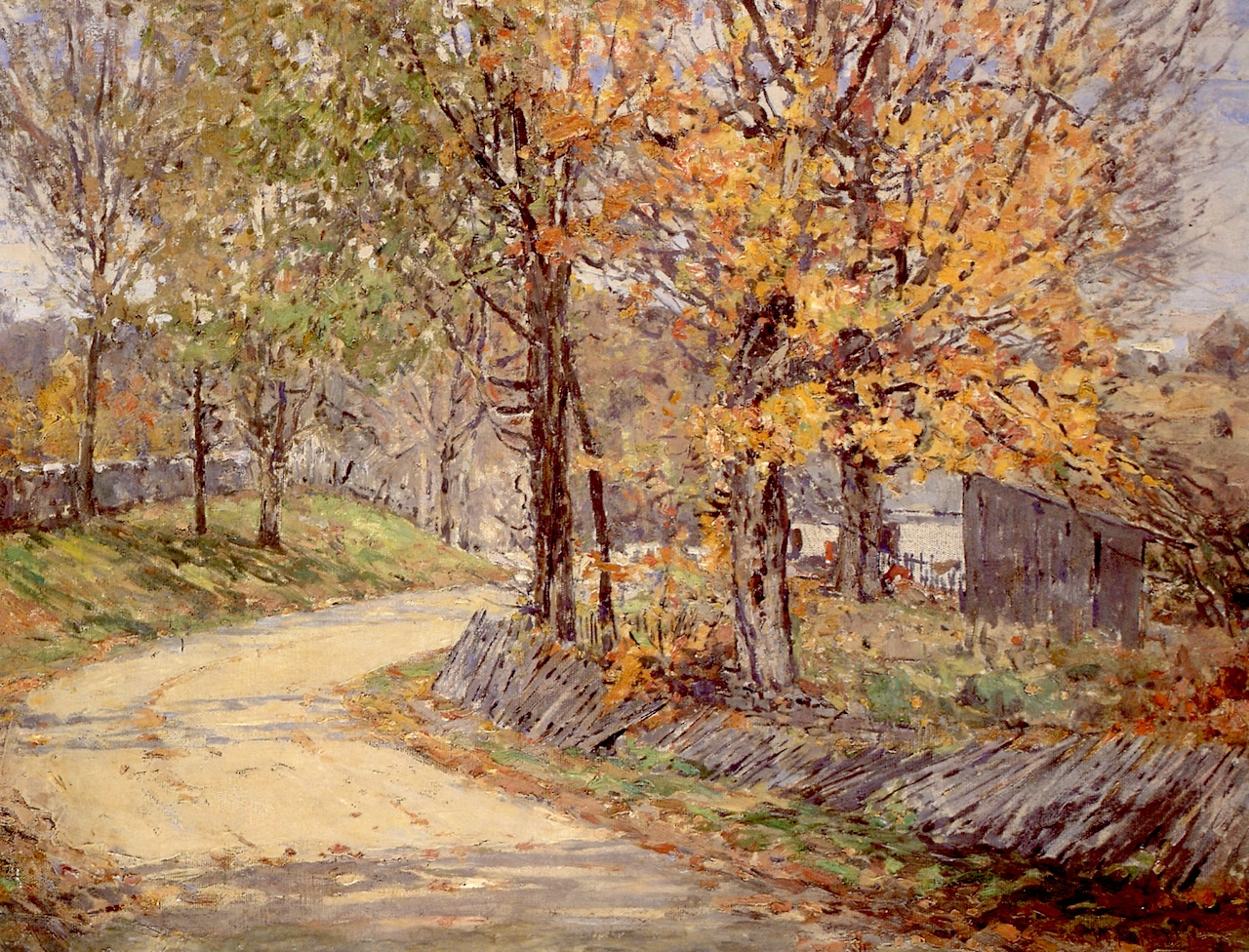
Autumn Roadside, Kentucky, 1903
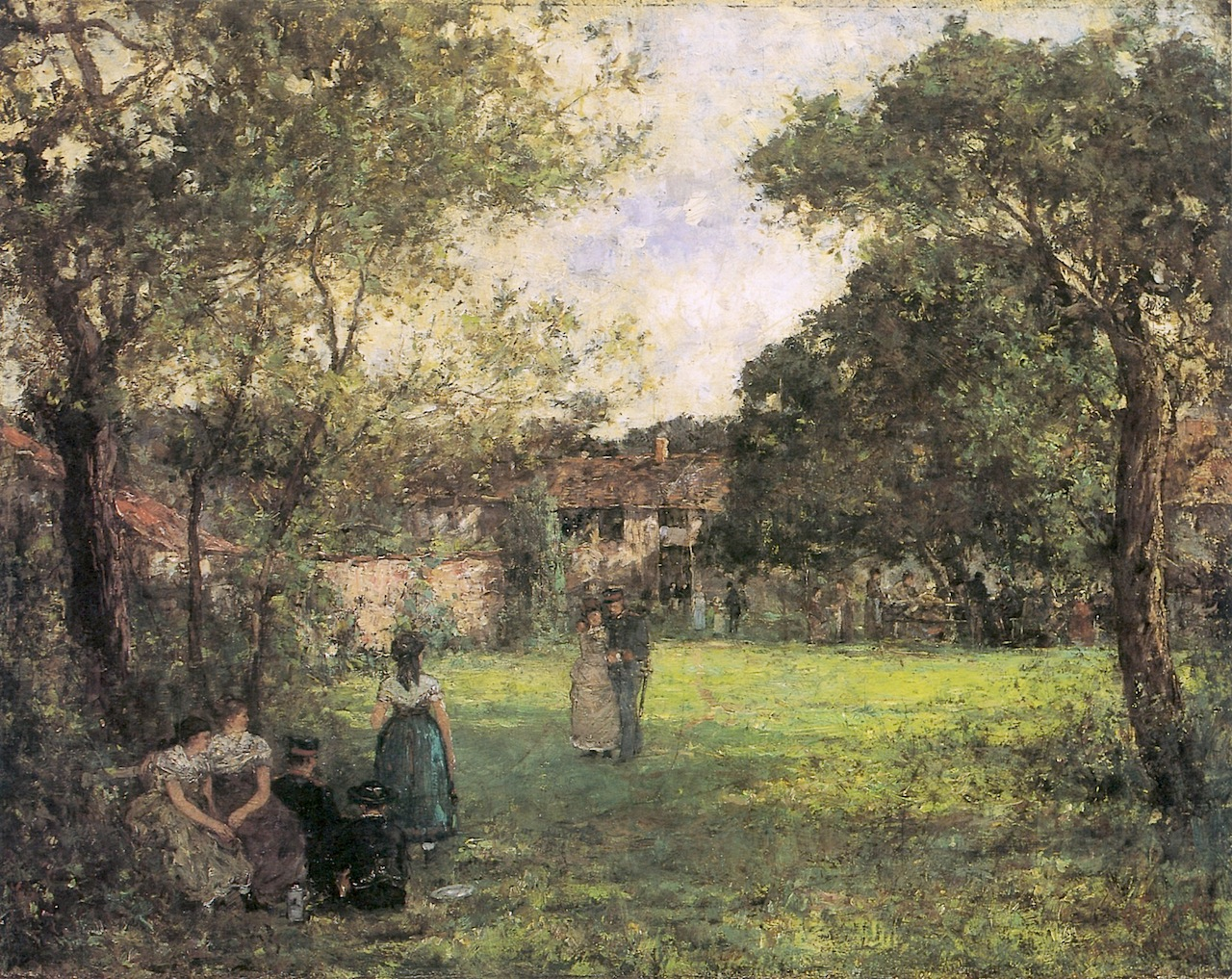
Bavarian Beer Garden, 1887
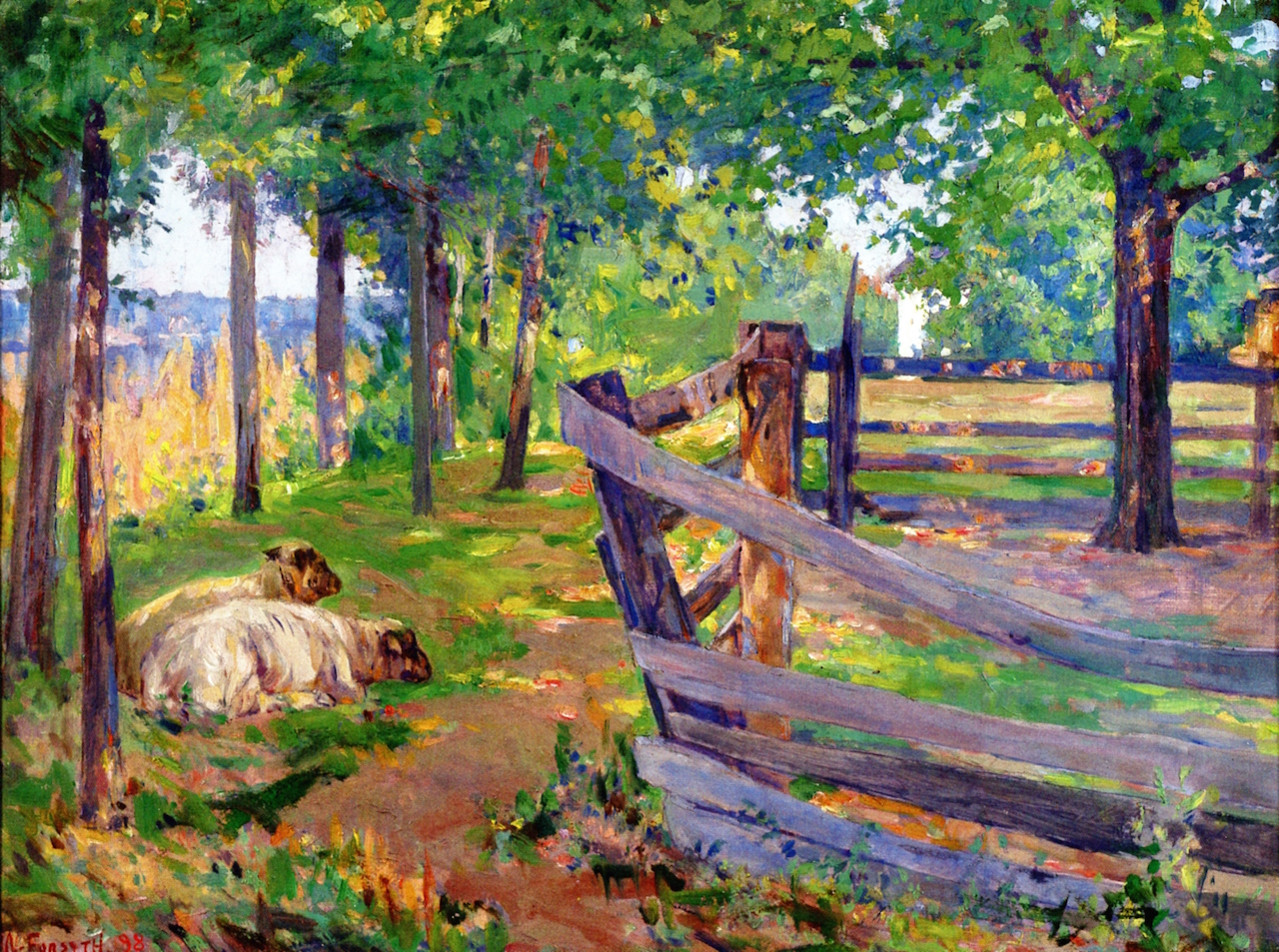
Autumn Roadside, Kentucky, 1898